# エリック・クラー
エリック・クラー（Erich Clar、1902年8月23日 – 1987年3月27日）は多環芳香族炭化水素を研究した有機化学者である。彼はこの分野の研究の父と考えられている。 彼は1965年に 東ドイツ化学協会から、同協会から外国人に授与される賞としては最高の賞であったアウグスト・ケクレメダルを授与された。また1987年に行われた国際多核芳香族炭化水素シンポジウムにおいて最初の多環芳香族炭化水素研究賞に輝いた。

## 栄誉
- アウグスト・ケクレメダル（ドイツ語版）
- 多環芳香族炭化水素研究賞

## 論文
- Brass, Kurt, and Erich Clar. "Trihalogenide des Perylens (Vorläuf. Mitteil.)." Berichte der deutschen chemischen Gesellschaft (A and B Series) 65.10 (1932): 1660-1662.
- Brass, Kurt, and Erich Clar. "Über das Perylen‐tribromid. Erwiderung auf Bemerkungen von A. Zinke und A. Pongratz." European Journal of Inorganic Chemistry 69.8 (1936): 1977-1979.

他多数